# Agapios (historik)
Agapios zvaný Agapios z Manbidže nebo Agapios z Hierapole (arab. Mahbūb ibn Qustantīn) († kolem 942) byl arabský křesťanský historik.
Působil jako melchitský biskup v syrském městě Manbidž (řecky Hierapolis).  Je autorem světové kroniky  zvané Kitab al-'Unwan, ve které v souladu se žánrem líčí historii od stvoření světa až po současnost, kterou rozděluje na dvě části oddělené životem Ježíše Krista. Ve svém díle čerpá z více zdrojů, kromě běžných jako je Starý zákon nebo Eusebios z Kaisareie i některých jinak nedochovaných syrských textů. V kronice také zaznamenal jednu z nejdůležitějších verzí Testimonia flaviana, sporného svědectví o Ježíši Kristovi v díle Flavia Josefa.